# SEW-Eurodrive
SEW-Eurodrive GmbH & Co KG er en tysk producent af fremdriftsteknik og fremdriftsautomatisering med hovedkvarter i Bruchsal, Baden-Württemberg. I 2021 havde de over 20.000 ansatte og en omsætning på 3,6 mia. euro.
SEW-Eurodrive producerer transmissioner, motorer, kraftoverførsler og omformerteknik i forskellige størrelser.
Virksomheden er grundlagt som Süddeutschen-Elektromotoren-Werke i 1931.